# Elizabeth Patterson Bonaparte
Elizabeth Patterson Bonaparte, detta Betsy (Baltimora, 6 febbraio 1785 – Baltimora, 4 aprile 1879), fu la prima moglie di Girolamo Bonaparte, fratello minore di Napoleone Bonaparte.
Era figlia di William Patterson, un ricco mercante del Maryland - la cui famiglia, di religione cattolica, giunse dall'Irlanda negli Stati Uniti d'America prima ancora della Rivoluzione Americana - e di Dorca Spear.

## Biografia
Il 24 dicembre 1803 sposò a Baltimora Girolamo Bonaparte e divenne subito nota per il suo abbigliamento piuttosto succinto, a cominciare dall'abito nuziale.
Napoleone Bonaparte, venuto a conoscenza del matrimonio del giovane fratello, gli ordinò di rientrare immediatamente e solo in patria e successivamente chiese a Papa Pio VII l'annullamento del matrimonio del fratello ma senza ottenerlo.
Girolamo ignorò la richiesta di Napoleone di rientrare in Francia senza la giovane sposa e nell'autunno del 1804 la coppia tentò di raggiungere la Francia per poter assistere alla cerimonia di incoronazione del fratello maggiore di lui. Tuttavia Napoleone diede disposizioni affinché alla cognata fosse negato l'ingresso nel territorio nazionale, cosicché la coppia, sbarcata dapprima in Portogallo, si recò ad Amsterdam, ove tuttavia fu impedito lo sbarco alla sposa che, incinta, dovette recarsi in Inghilterra. Qui, a Londra, il 7 luglio 1805 diede alla luce un figlio, Girolamo Napoleone Bonaparte, mentre il marito cercava, dall'Italia, di convincere il fratello ad accettare il suo matrimonio, senza tuttavia ottenere alcun risultato.
Infine Girolamo rinunciò alla moglie (ed al figlio neonato) per rientrare nella marina francese: finirà con lo sposare nel 1807, anche in assenza di annullamento religioso del precedente matrimonio, Caterina di Württemberg, figlia del re di Württemberg e diventerà re di Vestfalia.
Elizabeth rientrò a Baltimora con il figlio a vivere nella casa del padre continuando ad ostentare la sua parentela regale ed i suoi abiti succinti.
Dopo la battaglia di Waterloo tornò in Europa, ove era ricevuta nei circoli più esclusivi e molto ammirata per la sua intelligenza ed il suo spirito. Nel 1815 uno speciale decreto legislativo dello stato del Maryland le concesse il divorzio.
Trascorse gli ultimi anni della sua vita a Baltimora, amministrando le sue proprietà il cui valore aveva raggiunto il milione e mezzo di dollari.
Per ironia della sorte la vedova di suo fratello, Marianna Caton Patterson sposò il fratello più anziano di Wellington, il vincitore di Waterloo,  Richard Wellesley, 1º marchese di Wellington.

## Elizabeth e Girolamo sul palcoscenico e sullo schermo
La vicenda del matrimonio fra Elizabeth e Girolamo ed il suo successivo annullamento costituirono il tema della commedia di Rida Johnson Young:
- Glorious Betsy

che fu trasferita sullo schermo con i film:
- Glorious Betsy (1928) e
- Hearts Divided (1936)

nei quali la parte di Elizabeth venne interpretata rispettivamente da Dolores Costello e da Marion Davies